# عملية روكنغهام
كانت عملية روكنغهام بمثابة الرمز لمشاركة المملكة المتحدة في عمليات التفتيش في العراق عقب حرب الكويت عامي 1990 و1991. في أوائل عام 1991، شُكِّلت لجنة الأمم المتحدة الخاصة بالعراق (UNSCOM) للإشراف على تدمير أسلحة الدمار الشامل العراقية. وقد أُشير إلى استخدام هذا الرمز في الورقة البيضاء السنوية لسياسة الدفاع البريطانية "بيان تقديرات الدفاع لعام 1991" (الصادرة في يوليو من ذلك العام تحت عنوان "الورقة التوجيهية 1559-I")، حيث تنص في الصفحة 28 على أن "المملكة المتحدة تشارك مشاركة كاملة في عمل اللجنة الخاصة؛ وتُعرف مشاركتنا باسم عملية روكنغهام". وقد وُضِعت تفاصيل الأنشطة التي نفذتها المملكة المتحدة كجزء من عملية روكنغهام في الورقة البيضاء التالية (الصادرة في يوليو 1992 تحت عنوان "الورقة التوجيهية 1981").
ظلّ الاسم الرمزي طيّ النسيان لعقدٍ من الزمان تقريبًا، ولم يُستخدم إلا من قِبل الجهات الداعمة لعمليات التفتيش في العراق. كان لكلّ وزارةٍ حكوميةٍ بريطانيةٍ مشاركةٍ مباشرةً في أنشطة الدعم هذه موظفوها المُخصّصون لمهام "روكينغهام". في هيئة استخبارات الدفاع ، عُرف الفريق المُشارك في أنشطة العراق باسم "خلية روكينغهام". تصدّر الاسم الرمزي عناوين الصحف بعد غزو العراق عام 2003، وسط مزاعمٍ بأنّ عملية روكينغهام كانت جهدًا دعائيًا في عالم الاستخبارات البريطانية.

## مزاعم روكنغهام
في مقابلة مع صحيفة "سكوتيش صنداي هيرالد" في يونيو/حزيران 2003، زعم سكوت ريتر، ضابط الاستخبارات العسكرية الأمريكية السابق ومفتش الأسلحة التابع للأمم المتحدة، أن عملية روكينجهام كانت وحدة استخبارات بريطانية سرية. ووصف الصحفي نيل ماكاي وظيفة عملية روكنغهام، على حد تعبير ريتر، بأنها "إنتاج معلومات استخباراتية مضللة عن أسلحة الدمار الشامل العراقية، والتي يمكن استخدامها كمبرر للتحرك ضد العراق". وزعم المقال، بناءً على مزاعم ريتر، أن خلية روكينجهام كانت محورًا للعديد من منظمات الاستخبارات البريطانية والأمريكية التي تجمع معلومات عن أسلحة الدمار الشامل العراقية، وأن الوحدة تعاملت مع معلومات استخباراتية مستقاة من مصادر متنوعة، بما في ذلك منشقون عراقيون ولجنة الأمم المتحدة الخاصة (UNSCOM) المعنية بتفتيش الأسلحة في العراق، والتي اخترقها روكنغهام. ووفقًا لسكوت ريتر، جمعت الوحدة الأدلة بشكل انتقائي، بدعم حكومي، لتحقيق أهداف سياسية.
انتقت عملية روكنغهام معلومات استخباراتية بعناية. تلقت بيانات مؤكدة، لكن كانت لها نتيجة مُقدّرة مسبقًا. لم تُقدّم سوى نسبة ضئيلة من الحقائق، بينما كانت معظمها غامضة أو لم تُشر إلى وجود أسلحة دمار شامل... وأصبحت جزءًا من جهدٍ للحفاظ على رأي عام بأن العراق لم يلتزم بعمليات التفتيش. كان عليهم تأييد ادعاء امتلاك العراق لأسلحة دمار شامل [بينما] أظهرت لجنة الأمم المتحدة للمراقبة الدولية (أونسكوم) عكس ذلك.
على سبيل المثال، زعم ريتر أن روكنغهام كان يُسرّب معلومات كاذبة لمفتشي الأسلحة، ثم يستخدم عمليات التفتيش كدليل على وجود أسلحة دمار شامل: "كان روكنغهام مصدر معلومات مثيرة للجدل للغاية، أدت إلى تفتيش موقع يُشتبه في أنه موقع صواريخ باليستية. لم نعثر على شيء. ومع ذلك، فإن عملية التفتيش التي قمنا بها سمحت للولايات المتحدة والمملكة المتحدة بالقول إن الصواريخ موجودة".
وزعم ريتر أن "عملية روكنغهام" لعبت دوراً محورياً داخل نظام الاستخبارات البريطاني في بناء القضية التي تؤكد أن قدرات العراق في مجال أسلحة الدمار الشامل تشكل تهديداً للمملكة المتحدة والولايات المتحدة.
قال ريتر إن خلية روكنغهام ضمت ضباطًا عسكريين وممثلين عن أجهزة الاستخبارات، بالإضافة إلى موظفين مدنيين من وزارة الدفاع. ووفقًا لريتر، لعب خبير الأسلحة البريطاني ديفيد كيلي دورًا هامًا في عملية روكينغهام. ويصفه ريتر بأنه "الشخص الذي يلجأ إليه روكينغهام لترجمة البيانات الصادرة عن لجنة الأمم المتحدة الخاصة بالعراق (UNSCOM) إلى تقارير موجزة".
وفي اليوم السابق لوفاته، قال كيلي للجنة الاستخبارات والأمن البرلمانية (ISC) : "أعمل ضمن أجهزة استخبارات الدفاع على اتصال بخلية روكنغهام". ورغم أن هذه الأدلة قُدّمت سرًا، فقد أُفرج عن نسخة منها للجنة تحقيق هوتون.
لقد انقضت الصحافة على اقتراح مفاده أن الإشارة العامة الوحيدة الأخرى إلى "عملية روكنغهام" قبل شهادة ديفيد كيلي أمام لجنة الاستخبارات والأمن كانت من قبل العميد ريتشارد هولمز أثناء الإدلاء بشهادته أمام لجنة الدفاع المختارة في يونيو/حزيران 1998. ومن الواضح أن هذا الاقتراح تجاهل الإشارات العامة إلى روكنغهام التي وردت في عامي 1991 و1992.

## المزاعم المضادة
جون موريسون، مؤسس ومدير خلية روكنغهام التابعة لجهاز الأمن الداخلي، نفى نفيًا قاطعًا مزاعم ريتر، واصفًا إياها بأنها لا أساس لها من الصحة. وفي رسالة إلى صحيفة الغارديان، قال:
"كانت روكنغهام خلية صغيرة اعتمدت على جميع موارد وحدة الاستخبارات الأمنية المتكاملة ونسقتها؛ وكان هدفها الوحيد توفير الأدلة لفرق أونسكوم، وهو ما نجحت فيه بنجاح باهر رغم مشاكل تطهير المعلومات الاستخباراتية الحساسة. ولا شك أن فعاليتها كانت في أوجها في سنواتها الأولى، عندما دُمرت منشآت أسلحة الدمار الشامل الرئيسية في العراق، وبرنامجه النووي، ومخزوناته من الأسلحة الكيميائية والبيولوجية."
بعد نشر الأدلة المقدمة إلى لجنة تحقيق هوتون، أصبح من الواضح أن كبار الخبراء في فريق التقييم التابع لإدارة الاستخبارات الدفاعية، بما في ذلك الدكتور بريان جونز، كانوا غير راضين عن الصياغة الواردة في الملف المتعلق بالتهديد الذي تشكله أسلحة الدمار الشامل العراقية على المملكة المتحدة.
كان جونز وآخرون قد اشتكوا كتابيًا إلى نائب رئيس استخبارات الدفاع آنذاك (توني كراغ) من أن صياغة الملف كانت مُبالغًا فيها. على سبيل المثال، رأوا أن الادعاءات بأن العراق "يستطيع" إطلاق أسلحة كيميائية أو بيولوجية خلال 45 دقيقة من صدور الأمر بذلك كان ينبغي أن تُرفق بتحذيرات. وقد رفض رئيس استخبارات الدفاع آنذاك ، المارشال الجوي السير جو فرينش، شكواهم.
زُعم في تحقيق هاتون أن ادعاء الـ 45 دقيقة استند إلى معلومات استخباراتية "مُجزأة" من جهاز الاستخبارات البريطاني (MI6)، اطلعت عليها لجنة الاستخبارات المشتركة، لكن خبراء الأسلحة في إدارة الاستخبارات لم يطلعوا عليها. وفي مقال كتبه في صحيفة الإندبندنت في 4 فبراير/شباط 2004، قال الدكتور جونز إنه من غير المرجح أن يكون أي شخص خبير في أسلحة الدمار الشامل قد اطلع على التقرير "المُجزأ" قبل إدراجه في الملف، ولو اطلع عليه، لكان متشككًا.
خلافًا لادعاءات ريتر بأن خلية روكنغهام التابعة لجهاز الاستخبارات الأمنية (DIS) "انتقت معلومات استخباراتية بعناية"، كان موظفو الجهاز من أكثر الأصوات تشكيكًا في المعلومات الاستخباراتية المتعلقة بقدرات العراق في مجال أسلحة الدمار الشامل. بعد فترة عمله في الجهاز، عمل جون موريسون في لجنة الاستخبارات والأمن (ISC) محققًا فيها حتى فُصل لقوله في مقابلة مع بي بي سي إنه عندما أكد رئيس الوزراء أن التهديد الذي تشكله أسلحة الدمار الشامل العراقية "حالي وخطير"، كاد أن "يسمع صوت السخرية الجماعية تتصاعد في وايتهول".
وقد خصص التقرير الذي نشرته مجلة بتلر ريفيو في يوليو/تموز 2004 صفحة لعملية روكنغهام (ص104). ردّت على ادعاءات ريتر بتصريح رسمي مفاده أنه بعد إنشائها عام 1991 ضمن وحدة التفتيش المشتركة، "كانت روكينغهام مسؤولة عن إحاطة بعض الأفراد الذين شكلوا جزءًا من فرق التفتيش التابعة للجنة الخاصة للأمم المتحدة (UNSCOM) والوكالة الدولية للطاقة الذرية. وعالجت المعلومات الواردة نتيجة عمليات التفتيش، وعملت كمصدر رئيسي للمشورة بشأن استمرار أنشطة التفتيش. كما قدمت روكنغهام المشورة لفروع السياسات في وزارتي الخارجية والكومنولث ووزارة الدفاع بشأن توفير خبراء بريطانيين من الحكومة والصناعة للعمل مع اللجنة الخاصة للأمم المتحدة (UNSCOM) والوكالة الدولية للطاقة الذرية كأعضاء في فرق التفتيش. وضمّت روكينغهام ضابطًا مُوفدًا إلى البحرين لإدارة منظمة تُعرف باسم "GATEWAY" لتنسيق جلسات الإحاطة والاستجواب لأعضاء فرق التفتيش أثناء انتشارهم في العراق وعودتهم منه". بعد تقليص عدد موظفيها إلى موظف واحد عام 1998، وُسِّعَت مرة أخرى "لتقديم الدعم البريطاني للجنة الأمم المتحدة للرصد والتحقق والتفتيش (UNMOVIC)".
لم يُقدّم أي تعليق رسمي من لجنة الأمم المتحدة للرصد والتحقق والتفتيش، ولم يكن متوقعًا. لم يُقدّم روكنغهام إحاطة أو استجوابًا فرديًا للمفتشين. مع ذلك، استمرّ في تزويد لجنة الأمم المتحدة للرصد والتحقق والتفتيش والوكالة الدولية للطاقة الذرية بتقييمات استخباراتية بريطانية شاملة حول نطاق برامج العراق النووية والبيولوجية والكيميائية والصواريخ الباليستية، ومعلومات حول مواقع ذات أهمية محتملة. شكّل روكنغهام محور العمل الذي كلّفته لجنة التحقيق المشتركة بتحليل الإعلان العراقي الصادر في 7 ديسمبر/كانون الأول 2002 (أي إعلان الأسلحة المكون من 12,000 صفحة والذي سلّمه العراق وفقًا لقرار الأمم المتحدة).

## روابط خارجية
- صنداي هيرالد، 8 يونيو 2003: تم الكشف عن: المجموعة السرية التي دبرت مقال بلير الأصلي الذي كتبه نيل ماكاي في صنداي هيرالد حول عملية روكينجهام
- صنداي هيرالد، 1 فبراير/شباط 2004: جوهر المسألة... هل كان العراق يمتلك أسلحة الدمار الشامل؟
- صحيفة الغارديان، 30 يناير 2004 : يجب على الجمهور أن ينظر إلى ما هو مفقود في التقرير. يحلل سكوت ريتر تقرير هوتون وعلاقة ديفيد كيلي بعملية روكنغهام.
- صنداي تايمز، 24 يناير 2004 ، جاسوس، عالم، موظف حكومي ساخط: هذا هو ديفيد كيلي الذي أعرفه (رابط بديل) يحتوي على بعض المعلومات حول دور ديفيد كيلي في عملية روكينجهام| - ع - ن - ت حرب العراق (2003–2011)     | - ع - ن - ت حرب العراق (2003–2011)                                                                                                                                                                                                                                                                                                                                                                                                                                                                                                                                                                                                                                                                                                                                                                                                                                                                                                                                                                                                                                                                                                                                                                                                                                                                                                                                                                                                                                                                                                                                                                                                                                                                                     |
| -------------------------------------- | --- |
| - جزء من صراع العراق                   | |
| المقدمات                               | - الأساس المنطقي لحرب العراق - أنابيب الألومنيوم العراقية - أزمة نزع سلاح العراق - العراق وأسلحة الدمار الشامل - عمليات تزوير يورانيوم النيجر - برنامج الأسلحة البيولوجية العراقية - مبادرات السلام الفاشلة العراقية - مشروعية حرب العراق 2003 - الرأي العام في الولايات المتحدة بشأن غزو العراق - التغطية الإعلامية لحرب العراق - مقابلة صدام - انتهاكات مسندة إلى صدام حسين - حقوق الإنسان في العراق |
| الغزو                                  | - الخط الزمني لغزو العراق 2003 - التحضيرات لغزو العراق 2003 ‏ - القوات متعددة الجنسيات في العراق - معركة الناصرية - سقوط بغداد - معركة ممر ديبكة - إسقاط تمثال صدام في ساحة الفردوس - خطاب المهمة أنجزت - التكهن بأسلحة الدمار الشامل عقب غزو العراق عام 2003 - سلطة الائتلاف المؤقتة |
| الأحداث الرئيسة                        | - غزو العراق (2003) - إعدام صدام حسين (2006) - حرب العراق بمحافظة الأنبار (2003–2011) - جماعات مسلحة عراقية (2003–2011) - التمرد العراقي (2003–2006) - الحرب الأهلية العراقية (2006–2008) - اتفاق انسحاب القوات الأمريكية من العراق (2007–2011) |
| العمليات                               | \| 2003 \| - التنين محمول جوا [لغات أخرى]‏ - بابل القديمة - حربة البرق [لغات أخرى]‏ - بلدوغ ماموث [لغات أخرى]‏ - الإسهام الأسترالي - عقرب الصحراء [لغات أخرى]‏ - العمليات العسكرية للائتلاف - المطرقة الحديدية [لغات أخرى]‏ - العدالة الحديدية [لغات أخرى]‏ - آيفي بليزارد [لغات أخرى]‏ - التأخر في الشمال [لغات أخرى]‏ - Panther Squeeze [لغات أخرى]‏ - Peninsula Strike [لغات أخرى]‏ - عملية كوكب إكس ‏ - عملية الفجر الأحمر - عملية تليك \| \| 2004 \| - معركة سامراء - Bulldog Mammoth [لغات أخرى]‏ - عملية أطفال العراق - Iron Saber [لغات أخرى]‏ - معركة الفلوجة الثانية - معركة الفلوجة الثانية - Phantom Linebacker [لغات أخرى]‏ - Plymouth Rock [لغات أخرى]‏ - معركة الفلوجة الأولى - Warrior's Rage [لغات أخرى]‏ \| \| 2005 \| - Able Rising Force ‏ - Able Warrior ‏ - Badlands - عملية سايكلون - Dagger - Iron Hammer [لغات أخرى]‏ - ماتادور - New Market [لغات أخرى]‏ - الرمح - Squeeze Play [لغات أخرى]‏ - الستارة الفولاذية \| \| 2006 \| - الماجد - Gaugamela - Guardian Tiger ‏ - Iron Triangle [لغات أخرى]‏ - عملية ميدوسا - River Falcon ‏ - Scorpion - عملية سندباد [لغات أخرى]‏ - Swarmer - عملية معا إلى الأمام \| \| 2007 \| - عملية اللجاه [لغات أخرى]‏ - Arbead II ‏ - عملية آردنس [لغات أخرى]‏ - عملية النسر الأسود - عملية النسر المغوار - Forsythe Park [لغات أخرى]‏ - عملية فرض القانون - Leyte Gulf [لغات أخرى]‏ - Marne Avalanche [لغات أخرى]‏ - Marne Torch [لغات أخرى]‏ - عملية ماوتني [لغات أخرى]‏ - Phantom Strike [لغات أخرى]‏ - فانتوم ثاندر [لغات أخرى]‏ - Polar Tempest ‏ - Purple Haze ‏ - Saber Guardian [لغات أخرى]‏ - Sledgehammer - Stampede 3 [لغات أخرى]‏ - Tiger Hammer [لغات أخرى]‏ - عملية الحارس الشجاع ‏ \| \| 2008 \| - Operation Defeat Al Qaeda in the North - بشائر الخير - Operation Phantom Phoenix \| |
| ما بعد الحرب                           | - الأمر 81 - التمرد العراقي (2011–2013) - التدخل العسكري الدولي ضد تنظيم الدولة الإسلامية (داعش) (2014–الآن) - التدخل بقيادة الولايات المتحدة في العراق - الحرب الأهلية العراقية (2014–2017) (2014–2017) - التمرد العراقي (2017–الآن) (2017–الآن) |
| مواقف وآراء                            | - وجهات النظر حول غزو العراق عام 2003 - مشروعية غزو العراق عام 2003 - معارضة حرب العراق - احتجاجات ضد حرب العراق - نقد حرب العراق - مجلس الأمن الدولي وحرب العراق - المواقف الحكومية من حرب العراق قبل غزو العراق عام 2003 |
| جرائم الحرب                            | - مقتل الصحفيين بنيران القوات الأمريكية (2003) - مجزرة الفلوجة (2003) - إساءة معاملة السجناء والتعذيب في سجن أبي غريب (2004) - مجزرة حفلة عرس مكر الذيب (2004) - مجزرة حديثة (2005) - جرائم المحمودية (2006) - حادثة الإسحاقي (2006) - حادثة الحمدانية (2006) - الغارة الجوية على بغداد في 12 يوليو 2007 (2007) - مجزرة ساحة النسور (2007) - تسريب وثائق حرب العراق (2010) |
| التأثير                                | - لاجئون عراقيون - فريق الاستقصاء المتعلق بالعراق - أضرار بغداد خلال حرب العراق - نهب الآثار - مجلس الحكم العراقي - إعادة إعمار العراق - الإصلاح الاقتصادي في العراق - التكلفة المالية - ضحايا حرب العراق - لجنة تشيلكوت - حقوق الإنسان في العراق - كندا وحرب العراق |
| النصب التذكارية                        | - نصب العراق وأفغانستان التذكاري |
| قوائم                                  | - العمليات العسكرية في العراق من جانب الائتلاف بقيادة الولايات المتحدة - التفجيرات - إسقاطات الطيران والحوادث |
| الجدول الزمني للحرب                    | - 2003 - 2004 - 2005 - 2006 - 2007 - 2008 - 2009 - 2010 - 2011 |
| - تصنيف:حرب العراق - أخبار - ويكيميديا | |
| 2003                                   | - التنين محمول جوا [لغات أخرى]‏ - بابل القديمة - حربة البرق [لغات أخرى]‏ - بلدوغ ماموث [لغات أخرى]‏ - الإسهام الأسترالي - عقرب الصحراء [لغات أخرى]‏ - العمليات العسكرية للائتلاف - المطرقة الحديدية [لغات أخرى]‏ - العدالة الحديدية [لغات أخرى]‏ - آيفي بليزارد [لغات أخرى]‏ - التأخر في الشمال [لغات أخرى]‏ - Panther Squeeze [لغات أخرى]‏ - Peninsula Strike [لغات أخرى]‏ - عملية كوكب إكس ‏ - عملية الفجر الأحمر - عملية تليك |
| 2004                                   | - معركة سامراء - Bulldog Mammoth [لغات أخرى]‏ - عملية أطفال العراق - Iron Saber [لغات أخرى]‏ - معركة الفلوجة الثانية - معركة الفلوجة الثانية - Phantom Linebacker [لغات أخرى]‏ - Plymouth Rock [لغات أخرى]‏ - معركة الفلوجة الأولى - Warrior's Rage [لغات أخرى]‏ |
| 2005                                   | - Able Rising Force ‏ - Able Warrior ‏ - Badlands - عملية سايكلون - Dagger - Iron Hammer [لغات أخرى]‏ - ماتادور - New Market [لغات أخرى]‏ - الرمح - Squeeze Play [لغات أخرى]‏ - الستارة الفولاذية |
| 2006                                   | - الماجد - Gaugamela - Guardian Tiger ‏ - Iron Triangle [لغات أخرى]‏ - عملية ميدوسا - River Falcon ‏ - Scorpion - عملية سندباد [لغات أخرى]‏ - Swarmer - عملية معا إلى الأمام |
| 2007                                   | - عملية اللجاه [لغات أخرى]‏ - Arbead II ‏ - عملية آردنس [لغات أخرى]‏ - عملية النسر الأسود - عملية النسر المغوار - Forsythe Park [لغات أخرى]‏ - عملية فرض القانون - Leyte Gulf [لغات أخرى]‏ - Marne Avalanche [لغات أخرى]‏ - Marne Torch [لغات أخرى]‏ - عملية ماوتني [لغات أخرى]‏ - Phantom Strike [لغات أخرى]‏ - فانتوم ثاندر [لغات أخرى]‏ - Polar Tempest ‏ - Purple Haze ‏ - Saber Guardian [لغات أخرى]‏ - Sledgehammer - Stampede 3 [لغات أخرى]‏ - Tiger Hammer [لغات أخرى]‏ - عملية الحارس الشجاع ‏ |
| 2008                                   | - Operation Defeat Al Qaeda in the North - بشائر الخير - Operation Phantom Phoenix |